# I Spadochronowe Mistrzostwa Śląska na celność lądowania Gliwice 1960
I Spadochronowe Mistrzostwa Śląska na celność lądowania Gliwice 1960 – odbyły się 16–19 czerwca 1960. Gospodarzem Mistrzostw był Aeroklub Gliwicki, a organizatorem Sekcja Spadochronowa Aeroklubu Gliwickiego, przy współudziale Komitetu Wojewódzkiego ZMS. Na otwarciu zawodów byli obecni przedstawiciele Komitetu Miejskiego PZPR, Wojska Polskiego i władz terenowych. Na zakończenie zawodów odbyły się pokazy, które oglądało 20000 widzów. W pokazach tych wzięli również piloci wojskowi na samolotach odrzutowych.

## Rozegrane kategorie
Zawody rozegrano w dwóch kategoriach spadochronowych:
- Indywidualnie celność lądowania
- Skoki grupowe celność lądowania.

Źródło: 

## Uczestnicy Mistrzostw
Uczestników I Spadochronowych Mistrzostw Śląska na celność lądowania Gliwice 1960 podano za: Jan Isielenis, Archiwum Sekcji Spadochronowej Aeroklubu Gliwickiego, 1960. Brak numerów stron w książce
W Mistrzostwach wzięli udział zawodnicy z Aeroklubów krajowych  Polska. 
Uczestnikami byli: Stefan Słomiany, Marcin Jaxa-Rożen, Jan Kuliś, Antonina Chmielarczyk, Wacław Błaszczykowski, Marian Kowalczewski, Sowa, Jan Wrodarczyk...

## Wyniki Mistrzostw
Wyniki III Spadochronowych Mistrzostw Śląska na celność lądowania Gliwice 1960 podano za: Jan Isielenis, Archiwum Sekcji Spadochronowej Aeroklubu Gliwickiego, 1960. Brak numerów stron w książce
- Klasyfikacja indywidualna (celność lądowania)
  - I miejsce – Wacław Błaszczykowski[1] (Aeroklub Gliwicki)
  - III miejsce – Marian Kowalczewski (Aeroklub Gliwicki)
  - IV miejsce – Marcin Jaxa-Rożen (Aeroklub Gliwicki)
- Klasyfikacja drużynowa (celność lądowania)
  - I miejsce – Aeroklub Gliwicki[1].

## Galeria

I Spadochronowe Mistrzostwa Śląska na celność lądowania Gliwice 1960
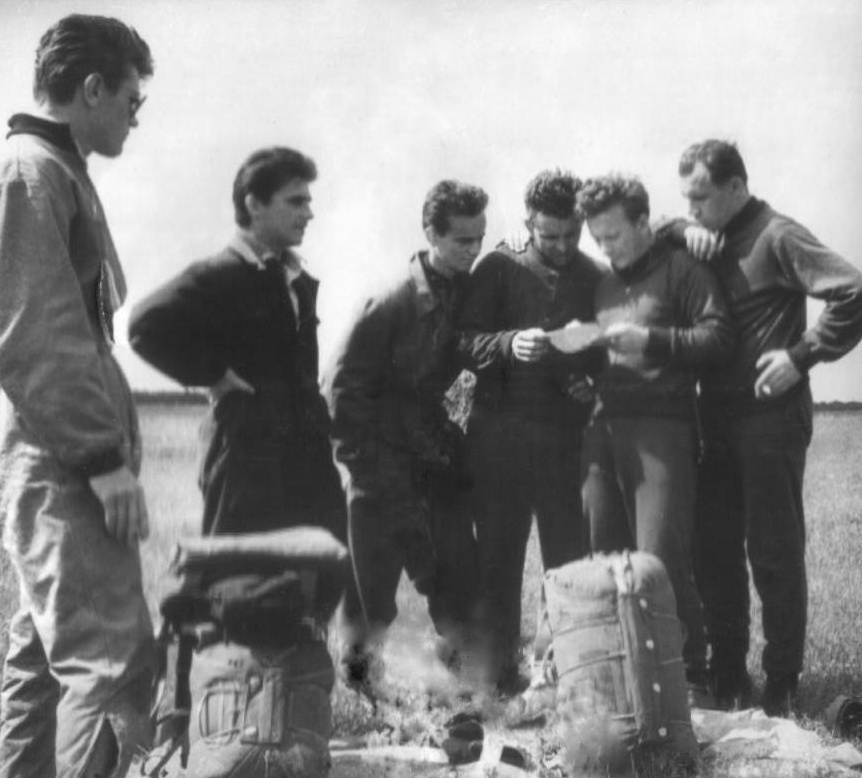
Na starcie spadochronowym od lewej: 1. Marcin Jaxa-Rożen, 2. Jan Kuliś
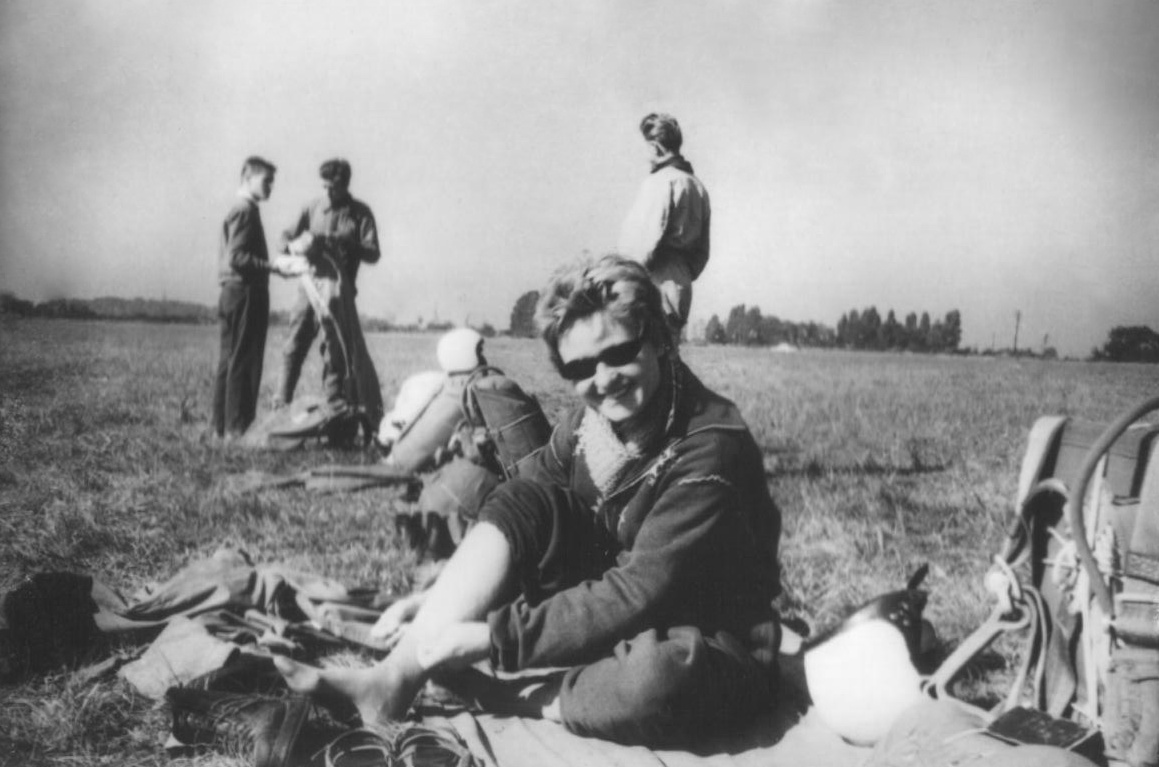
Antonina Chmielarczyk na starcie spadochronowym
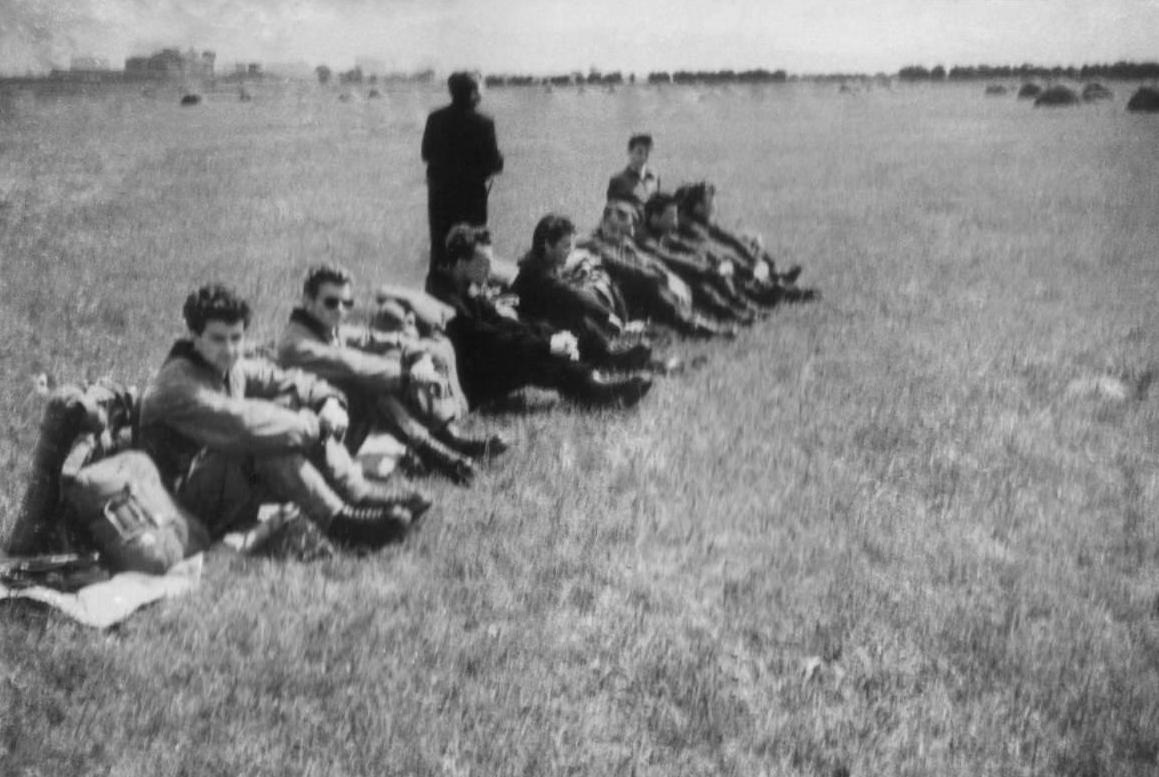
Uczestnicy Mistrzostw. Od lewej: 1. Marcin Jaxa-Rożen, 2. Stefan Słomiany, 4. Jan Kuliś – Sekcja Spadochronowa Aeroklubu Gliwickiego
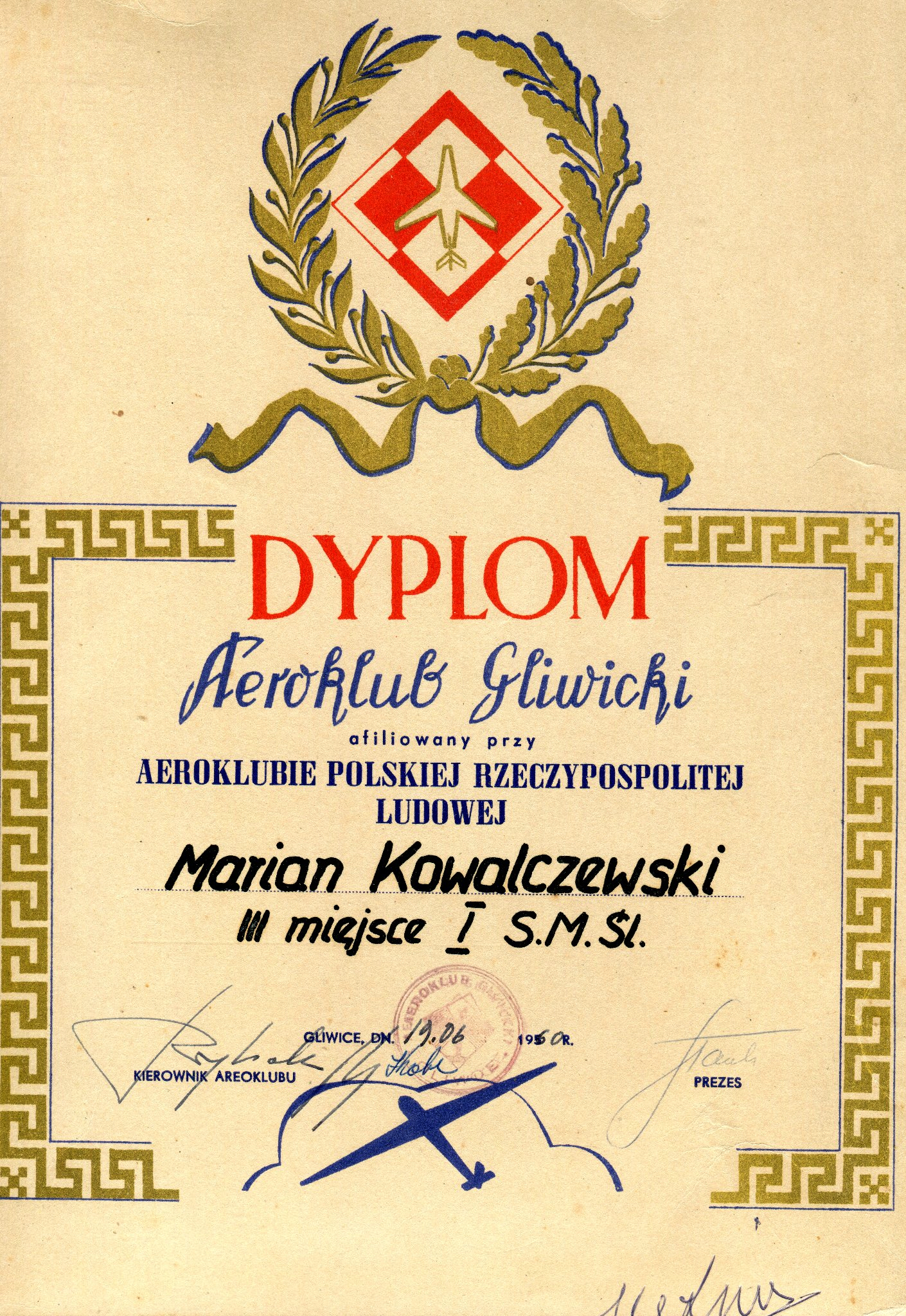
Dyplom dla Mariana Kowalczewskiego za zajęcie III miejsca